# Laura (romanzo)
Laura è un romanzo noir del 1942. È il best seller di Vera Caspary. Nel 1944 il regista Otto Preminger ne trasse il film Vertigine.

## Trama

### Personaggi

#### Waldo
Questa parte del romanzo è scritta come se la scrivesse Waldo Lydecker.

In una calda estate a New York, nell'appartamento di Laura Hunt, Bessi Clary, la donna delle pulizie, trova il cadavere di Laura. Mark va a casa di Waldo per iniziare le indagini sull'omicidio di Laura. Waldo gli racconta di come ha conosciuto Laura e di come fossero diventati amici in poco tempo. Laura, una ragazza timida, minuta, dai movimenti aggraziati otto anni prima era andata a casa di Waldo, noto scrittore di corporatura abbondante, per proporgli di farsi pubblicità con una penna, che la ditta per cui lavorava Laura aveva l'incarico di pubblicizzare. Da quel momento in poi tra Waldo e Laura, nonostante la grande differenza di età, nasce una vera e sincera amicizia. La sera precedente l'omicidio Waldo doveva cenare con Laura, ma Laura, a detta di Waldo, aveva disdetto il loro appuntamento. Mark ringrazia Waldo per il tempo che gli ha dedicato e si dirige a casa di Shelby per interrogarlo. Shelby, carnagione abbronzata, muscoloso, voce garbata di uomo del sud, racconta di aver visto Laura, la sua promessa sposa, per l'ultima volta la sera precedente e di averla accompagnata a prendere un tassì e di aver dato istruzione al tassista di portarla all'indirizzo di Waldo con cui doveva cenare.

Nel pomeriggio, Mark convoca Waldo a casa di Laura per cercare, con il suo aiuto, di ricostruire come devono essersi svolti i fatti. Il giorno del funerale di Laura, Bessi confessa a Mark, che dopo aver trovato il cadavere di Laura e prima che la polizia arrivasse, ha riordinato tutta la casa pulendo in pratica l'appartamento. Confessa anche di aver pulito due bicchieri e una bottiglia di un liquore scadente che si trovavano nella camera da letto di Laura. Laura beveva soltanto liquori di buona qualità. Il giorno dopo il funerale, Mark invita Waldo a cena e si dirigono in un ristorante italiano di classe (il solito ristorante dove Waldo andava a cena con Laura) e, tra un piatto e un bicchiere di buon vino, discutono dell'omicidio e non solo.

#### Mark
Questa parte del romanzo è scritta come se la scrivesse Mark McPherson.

Mark e Waldo, dopo la cena, escono dal ristorante e si congedano. Waldo si incammina verso casa a piedi e Mark, acceso il motore della sua automobile, si avvia verso la propria casa, ma poi ci ripensa, cambia idea e si dirige a casa di Laura. Mark si addormenta su una poltrona di Laura, ha bevuto un po' troppo. Un tuono lo sveglia, vede la luce accesa, lui aveva spento tutte le luci, e la vede, è li davanti a sé, e lei gli chiede "Che cosa fa qui?". Mark non risponde, non riesce a rispondere, ha bevuto veramente troppo e crede che quello che vede non sia reale. Lei, con voce tremante, gli dice "Esca o chiamo la polizia". Lui risponde "Io sono la polizia". Dopo un primo momento di equivoci Mark capisce che ha davanti a sé Laura, sì, proprio Laura Hunt. Laura si mette a piangere, ha capito che è morta la sua amica Diane Redfern a cui aveva prestato il suo appartamento. Mark racconta a Laura che l'equivoco c'era stato perché il cadavere aveva il volto completamente distrutto dai pallini di una fucilata. All'obitorio il cadavere era stato riconosciuto come appartenente a quello di Laura sia dalla signora Susan Treadwell sia da Bessi Clary. Laura ora riesce a capire l'equivoco: lei e Diane avevano entrambe una corporatura simile e Laura aveva anche regalato dei suoi vestiti alla sua amica. Mark fa promettere a Laura che non telefonerà a nessuno per far sapere che è viva, lui vuole scoprire chi ha ucciso Diane e se l'obbiettivo era Diane o Laura.

La mattina dopo Mark informa i suoi superiori che Laura è viva e che il cadavere che è stato trovato è quello di Diane Redferm. Le indagini ora proseguono su due strade distinte. Mark si dirige a casa di Laura e gli porta un po' di viveri, lei lo accoglie con fare gentile, ringraziandolo per quell'attenzione che ha verso di lei. Incomincia ad interrogarla sul motivo per cui la sera precedente l'omicidio di Diane, non fosse andata a cena con il suo amico Waldo. Dopo qualche momento di indecisione lei risponde che aveva il mal di testa. Mark decide che è arrivato il momento per svelare a tutti che Laura è ancora viva. Invita Bessi, poi Waldo e dopo Shelby a casa di Laura e lì scoprono che Laura è ancora viva. Organizzano un pranzo per festeggiare la "rinascita" di Laura e in quell'occasione Mark viene a sapere che Diane si era innamorata di Shelby e che Laura era gelosa. Il motivo per cui Laura aveva prestato il suo appartamento a Diane era per far pace tra loro dopo una scenata di gelosia ad una precedente festa.

La sera stessa Mark e Waldo cenano insieme in un ristorante cinese. Waldo si è accorto che Mark si è preso una cotta per Laura e gli consiglia di dimenticarla. Subito dopo cena, insoddisfatto del rapporto di un suo collega sulla vita di Diane, decide di andare personalmente a fare un sopralluogo a casa di lei e lì scopre che Diane viveva in un appartamento molto modesto e che sognava di diventare famosa e di sposare un uomo ricco. Durante il sopralluogo trova un portasigarette d'oro appartenuto a Shelby Carpenter regalatogli da Laura e che lui aveva detto di aver perduto. Decide di chiedere immediatamente delle spiegazioni. Sono circa le 22:00 quando arriva a casa di Laura e lì trova ancora Laura e Shelby, li interroga e Shelby confessa che la sera dell'omicidio era a casa di Laura con Diane, e Laura ne era a conoscenza.

#### Shelby
Questa parte del romanzo è un interrogatorio tra Shelby Carpenter, Mark McPherson e l'avvocato Salsbury.

Shelby confessa di essere andato a comprare il liquore che ha bevuto con Diane e che è stato trovato da Bessi in camera da letto di Laura. Confessa anche che quella sera stessa, la sera dell'omicidio di Diane, lui era nell'altra stanza, in camera da letto. Hanno sentito bussare, Diane è andata ad aprire e poi Shelby ha sentito sparare. Confessa pure di non aver chiamato immediatamente la polizia per paura di coinvolgere Laura in questo omicidio, visto che Diane gli aveva raccontato che Laura aveva visto il portasigarette che era di Shelby. Oltre questo, ammette di sapere che Laura possiede un fucile da caccia, visto che era stato lui a regalarglielo. Per lui (Shelby) non ci voleva un genio per capire chi aveva ucciso Diane, e aveva inventato una serie di bugie per proteggere Laura. Mark congeda Shelby e gli dice che non può lasciare la città.

#### Laura
Questa parte del romanzo è scritta come se la scrivesse Laura Hunt.

Laura sa di essere la prima indiziata dell'omicidio di Diane, ma nonostante questo si sente attratta da Mark. Shelby cerca di metterla in guardia da Mark, perché lo ritiene una persona subdola, ma Laura non ne vuole sentire. Il rapporto tra Laura e Shelby si è oramai incrinato. Mentre va a dormire ripensa ai fatti che si sono succeduti in quegli ultimi giorni, a Shelby in camera da letto con Diane, alla morte della sua amica, a Shelby che la crede colpevole di un omicidio. Ma anche al bene che aveva voluto a Shelby regalandogli quel portasigarette d'oro, che lei non si poteva permettere, e che lui lo aveva donato alla sua amica Diane. Ripensa alla cena che aveva in programma con Waldo ed al motivo per cui non c'era andata. Ripensa a quello che lei e Shelby si erano detti dopo la festa a pranzo e quando Mark era tornato e li aveva interrogati. La mattina dopo, mentre aspetta che Bessi gli serva la colazione, ripensa all'interrogatorio subito da parte di Mark che, ovviamente, le aveva chiesto cosa avesse fatto durante l'omicidio e se avesse un alibi. Ad un certo punto Bessi se ne esce con: «È un vero uomo, non un ragazzino troppo cresciuto come i suoi amici», riferito a Mark. Laura dopo la colazione esce di casa e va dalla zia Susan ed anche sua zia si è accorta che lei è innamorata di Mark. Poco dopo Laura
rientra a casa e Waldo va a trovarla, ma oramai la loro amicizia si è incrinata visto che anche Waldo cerca di demolire, agli occhi di Laura, la figura di Mark. Oramai anche per Mark è chiaro che Laura lo ama e Waldo esce da casa di Laura ritirandosi con dignità.

#### Mark
Questa parte del romanzo è scritta come se la scrivesse Mark McPherson.

Se il capo di Mark non lo avesse incaricato di quest'indagine, Mark non avrebbe conosciuto Laura e non si sarebbe innamorato e non avrebbe conosciuto una donna che lo ama tantissimo.

## Edizioni
- Vera Caspary, Laura, traduzione di Luciana Crepax, collana Gli speciali del Giallo, Arnoldo Mondadori Editore, 1996,  p. 140.
- Vera Caspary, Laura, traduzione di Michaela Ghersi, collana I Bassotti, Polillo, 2009,  p. 235.